# 华丽肖峭
华丽肖峭（学名：Tetragnatha nitens）为肖峭科肖峭属的动物。分布于日本、台湾岛以及中国大陆的四川、浙江、安徽、湖南、湖北、江西、广东等地。